# ولادیمیر گاردین
ولادیمیر رُستیسلاوُویچ گاردین (روسی: Влади́мир Ростисла́вович Га́рдин؛ ‏ ۱۸ ژانویهٔ ۱۸۷۷ – ۲۸ مهٔ ۱۹۶۵) بازیگر، کارگردان و فیلم‌نامه‌نویس اهل امپراتوری روسیه بود. وی بین سال‌های ۱۹۱۳ تا ۱۹۶۵ میلادی فعالیت می‌کرد.
از فیلم‌هایی که وی در آن‌ها نقش داشته‌است، می‌توان به جنگ و صلح اشاره نمود.

## جوایز
وی برنده جوایزی همچون جایزه هنرمند مردمی اتحاد جماهیر شوروی شده بود.